# Hurricane Festival
L'Hurricane Festival è un festival musicale che si tiene con cadenza annuale a Scheeßel, nei pressi di Brema, in Germania.
È gemellato con il Southside Festival, che si tiene negli stessi giorni, ma nel sud della Germania, e propone gli stessi artisti, salvo alcune eccezioni.

## Storia
Nacque nel 1973 a Scheeßel. Si chiamava Es rockt in der Heide (in tedesco: "Si fa del rock nella landa"). Vi presero parte 52.000 spettatori.
Al First Rider Open Air, nel 1977, i fan causarono danni per oltre un milione di marchi dopo i disordini scoppiati a seguito della rinuncia a 20 delle 23 band inizialmente annunciate. A seguito dello scandalo successivo ai disordini, l'organizzazione cambiò il sito del festival, spostandolo da Scheeßel.
Nel 1997 il festival tornò con la denominazione attuale, Hurricane Festival, nuovamente a Scheeßel, di fronte a 20.000 spettatori. Da allora si tiene ad Eichenring, un circuito motociclistico.
Il 25 giugno 2004, David Bowie tenne all'Hurricane Festival il suo ultimo concerto completo, al termine del quale fu trasportato in ospedale a seguito di un infarto.